# 독일의 가을 (영화)
독일의 가을(또는 가을의 독일, 원제: Deutschland im Herbst)은 1977년 후반의 독일(당시 서독)에서 독일 적군파에 의해 벌어진 일련의 테러 사건에 관한 1978년의 옴니버스 영화이다. 이 영화는 일련의 사건과 사회 분위기를 전하는 뉴스 필름, 다양한 입장의 사건 해설과 논의, 세계 대전 이전의 사회주의 운동 등의 독일 역사를 이야기하는 영상 등을 담고 있다. 제작에는 라이너 베르너 파스빈더, 알렉산더 클루게, 폴커 슐뢴도르프, 하인리히 뵐 등 뉴 저먼 시네마의 감독들과 영화인, 작가들이 참여하였다.

## 감독
- 알프 브루스텔린
- 한스 페터 클로스
- 라이너 베르너 파스빈더
- 알렉산더 클루게
- 베아테 마인카 옐링하우스
- 막시밀리아네 마인카
- 에드가 라이츠
- 카티야 루페
- 폴커 슐뢴도르프
- 페터 슈베르트
- 베른하르트 징켈

## 시나리오
- 하인리히 뵐
- 알프 브루스텔린
- 한스 페터 클로스
- 라이너 베르너 파스빈더
- 알렉산더 클루게
- 베아테 마인카 옐링하우스
- 막시밀리아네 마인카
- 에드가 라이츠
- 카티야 루페
- 폴커 슐뢴도르프
- 페터 슈베르트
- 베른하르트 징켈
- 페터 슈타인바흐

## 출연
- 라이너 베르너 파스빈더
- 볼프 비어만
- 볼프강 베힐러
- 하인츠 베넨트
- 요아힘 비스마이어
- 하넬로어 호거